# Live (Blue Mitchell)
Live è un album dal vivo di Blue Mitchell, pubblicato dalla Just Jazz Records nel 1995. Il disco fu registrato dal vivo il 1º febbraio 1976 al Douglas Beach House di Half Moon Bay, California (Stati Uniti).
Le originali registrazioni master della collezione di Robert D. Meuse (ora conservate all'U.S. Library of Congress), comprende tre brani senza titolo, uno di questi è Pleasure Bent, esiste anche una composizione finale dal titolo Theme, 
che potrebbe essere identificata nel brano The Theme, inoltre il brano Hollywood Stampede, è intitolato Sweet Smiley Winters.

## Tracce
1. Pleasure Bent – 17:01 (Roland Alexander)
2. Portrait of Jenny – 9:26 (Gordon Burdge, J. Russell Robinson)
3. Sweet Smiley Winters (aka Sweet Clifford)) – 11:10 (Blue Mitchell)
4. Something Old, Something Blue – 13:37 (Mark Levine)
5. Blue's Theme – 5:22 (Blue Mitchell)

## Musicisti
- Blue Mitchell - tromba
- Mike Morris - sassofono tenore
- Mark Levine - pianoforte
- Kenneth Jenkins - contrabbasso
- Smiley Winters - batteria